# Château de Pizzo
Le château de Pizzo (en italien : Castello di Pizzo) est un château situé dans la commune de Pizzo (province de Vibo Valentia), en Calabre,.
Il est également connu sous le nom de Castello Murat, en mémoire de Joachim Murat qui y fut emprisonné puis fusillé le 13 octobre 1815. Le château se visite et abrite un musée, dans les salles duquel se trouve une exposition illustrant les derniers jours de son illustre prisonnier, de l'incarcération au procès, jusqu'aux aveux qui ont précédé la fusillade, et un fragment d'une sculpture d'Antonio Canova, a été perdue lors du passage de Giuseppe Garibaldi, dont il ne reste que la partie représentant un casque.

## Historique
La construction actuelle, de forme quadrangulaire, dominant la mer d'un côté et entourée de profondes douves de l'autre, renferme les différents bâtiments construits au fil du temps. À l'origine, une tour de guet a été construite, appelée Torre maschia et datant de la fin des années 1300, qui appartenait au système de tours côtières construites au XIVe siècle pour contrer les incursions des pirates sarrasins, pirates qui attaquaient régulièrement les zones côtières du royaume de Naples à l'époque angevine.

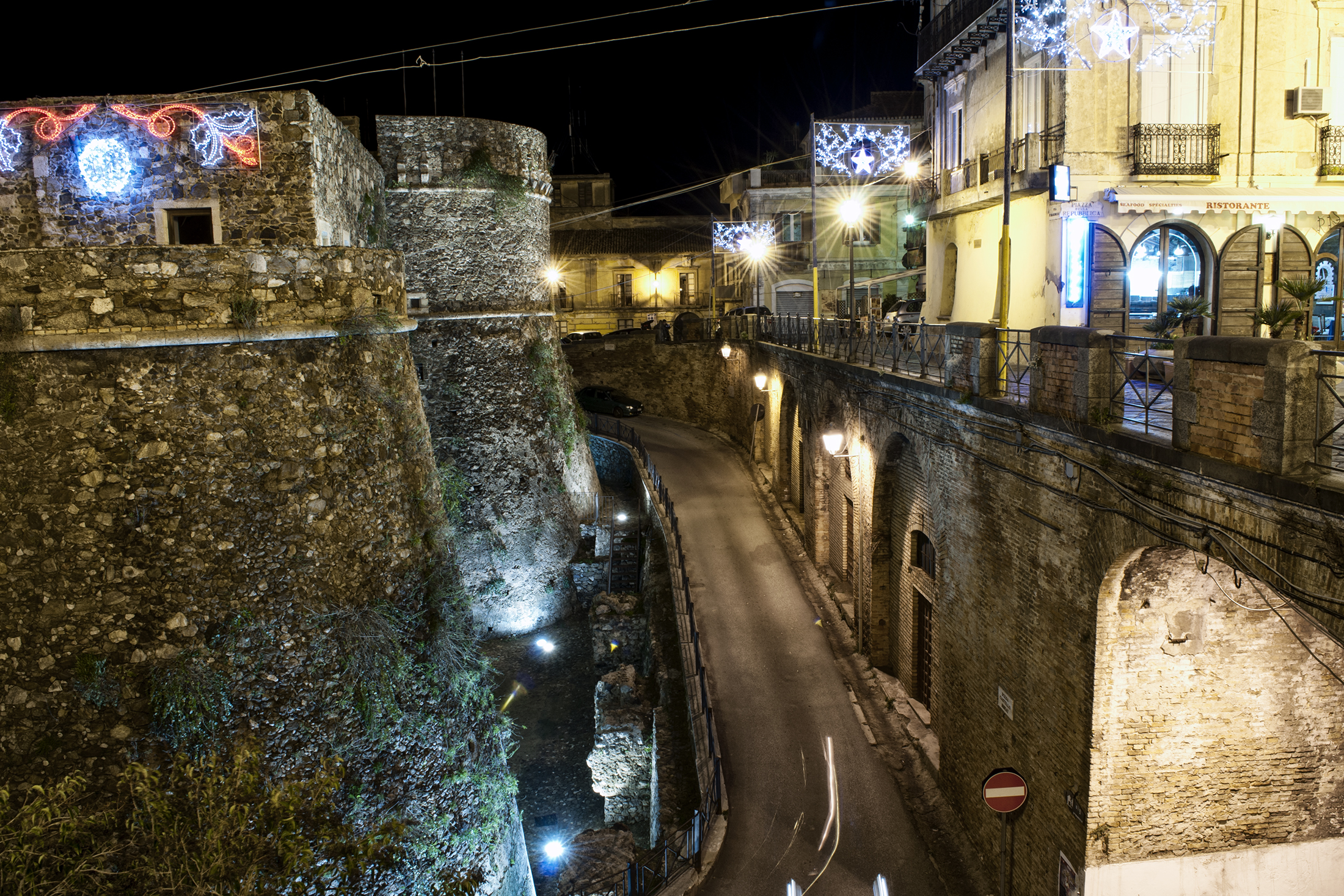
Les tours et les douves.

Les attaques sarrasines se poursuivirent même pendant la domination aragonaise, c'est pourquoi Ferdinand Ier, roi de Naples, par un décret du 12 novembre 1480, ordonna de la fortifier davantage, dans le cadre d'un système de défense qui comprenait le renforcement des fortifications de Reggio de Calabre ainsi que la construction d'autres châteaux (château Charles Quint de Crotone, celui de Cariati, château de Corigliano et celui de Belvedere Marittimo). Un corps central et une tour de garde furent alors ajoutés à la tour angevine préexistante des remparts, donnant au manoir son aspect actuel, auquel on accédait par un pont-levis construit entre deux tours, aujourd'hui remplacé par un traditionnel pont en pierre calcaire.

### Joachim Murat

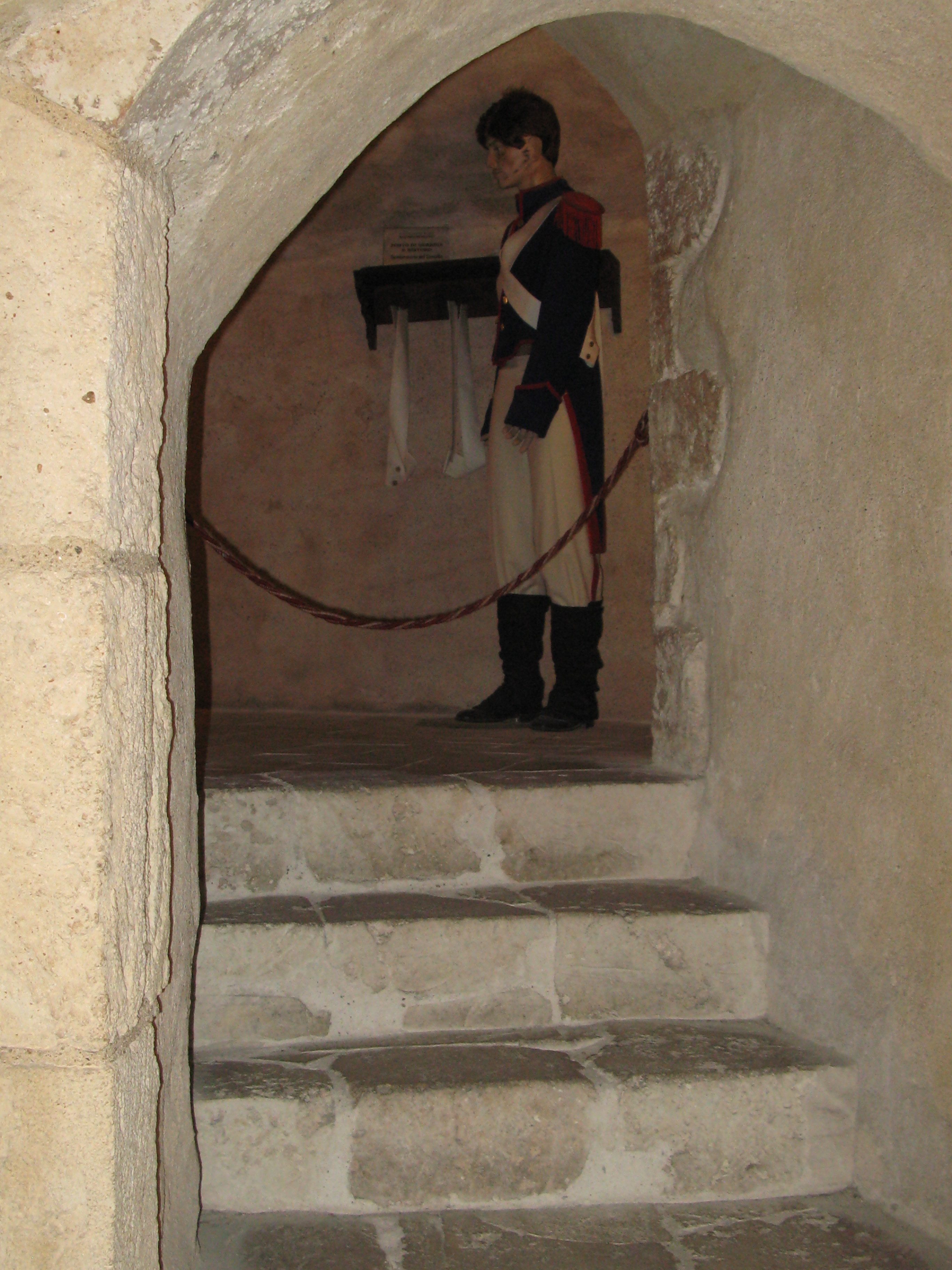
Le geôle de Murat

Après la défaite de Napoléon à Waterloo, Joachim Murat, alors roi de Naples, s'était réfugié en Corse pour échapper à la prime de quarante-huit mille francs mise à disposition par le marquis de Rivière. En Corse, où il arrive le 25 août 1815, il est rejoint par des centaines de ses partisans mais bientôt, fatigué d'attendre les passeports d'Autriche pour pouvoir rejoindre son épouse Caroline Bonaparte à Trieste et d'avoir de fausses nouvelles sur le mécontentement des Napolitains, il fut convaincu d'organiser une expédition pour récupérer le royaume de Naples. L'expédition, constituée à la hâte et composée d'environ 250 hommes, quitte Ajaccio le 28 septembre 1815. Murat souhaite d'abord débarquer près de Salerne mais, détourné par une tempête en Calabre et trahi par le chef de bataillon Courrand, il y débarque le 8 octobre dans le petit port de Pizzo.

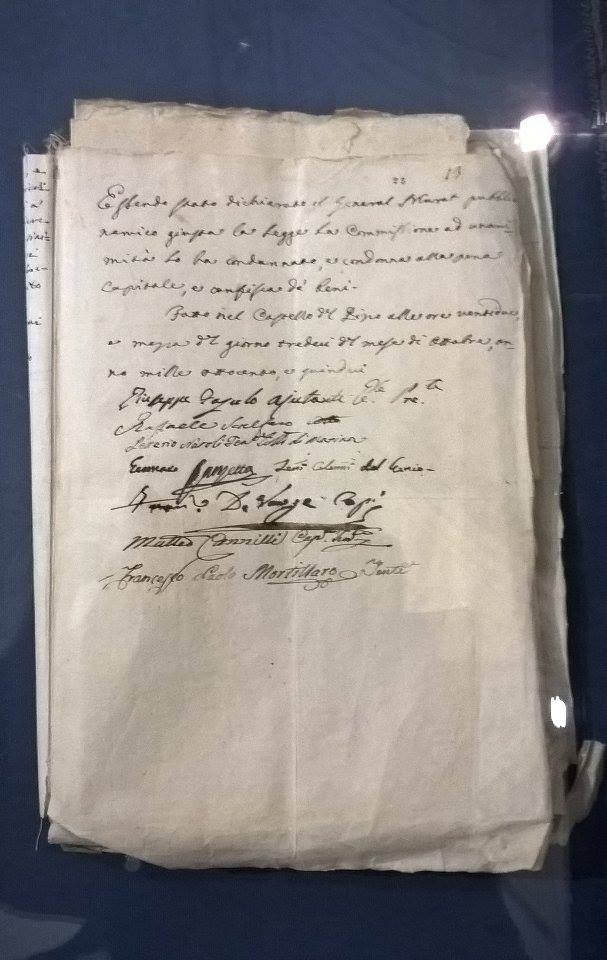
Condamnation à mort de Gioacchino Murat conservée dans les Archives historiques de Naples.

Intercepté par la gendarmerie des Bourbons sous le commandement du capitaine Trentacapilli, Murat fut arrêté par ce dernier et enfermé dans les prisons du château de Pizzo où il fut rejoint par le général Vito Nunziante, gouverneur militaire de Calabre qui voulait s'assurer de l'état du prisonnier. Ferdinand Ier, devenu roi des Deux-Siciles après la Restauration, nomma depuis Naples une commission militaire présidée par le très fidèle Vito Nunziante, à qui le roi avait ordonné d'appliquer la peine de mort basée sur le Code pénal promulgué par Joachim Murat lui-même et de ne laisser au condamné qu'une demi-heure pour recevoir un réconfort religieux.
Murat ne fut pas perturbé lorsqu'il entendit la peine capitale. Il demanda à pouvoir écrire sa dernière lettre en français à sa femme et à ses enfants à Trieste, qu'il remit à Nunziante dans une enveloppe contenant quelques mèches de cheveux à l'intérieur.
Il voulut se confesser et communier avant d'affronter le peloton d'exécution qui l'attendait et fut fusillé dans le château le 13 octobre 1815. Devant le peloton d'exécution, il se comporta avec une grande fermeté, refusant d'avoir les yeux bandés. Il semble que ses derniers mots furent :
« Risparmiate il mio volto, mirate al cuore, fuoco! »
— Joachim Murat
        
« Sauvez ma face — visez mon cœur — feu ! »

Charles Gallois raconte : 

« Les soldats sont émus, deux coups de feu partent sans l'atteindre. « Pas de pitié ! Recommençons ! Feu ! » Cette fois, dix coups de feu explosèrent à la fois ; six balles l'ont touché. Il resta debout un moment. Puis il tombe au sol, électrocuté. »

 Le corps a été enterré dans une fosse commune au sous-sol de l' église de San Giorgio, tandis qu'une plaque au sol au centre de la nef de la même église commémore son enterrement.

## Galerie

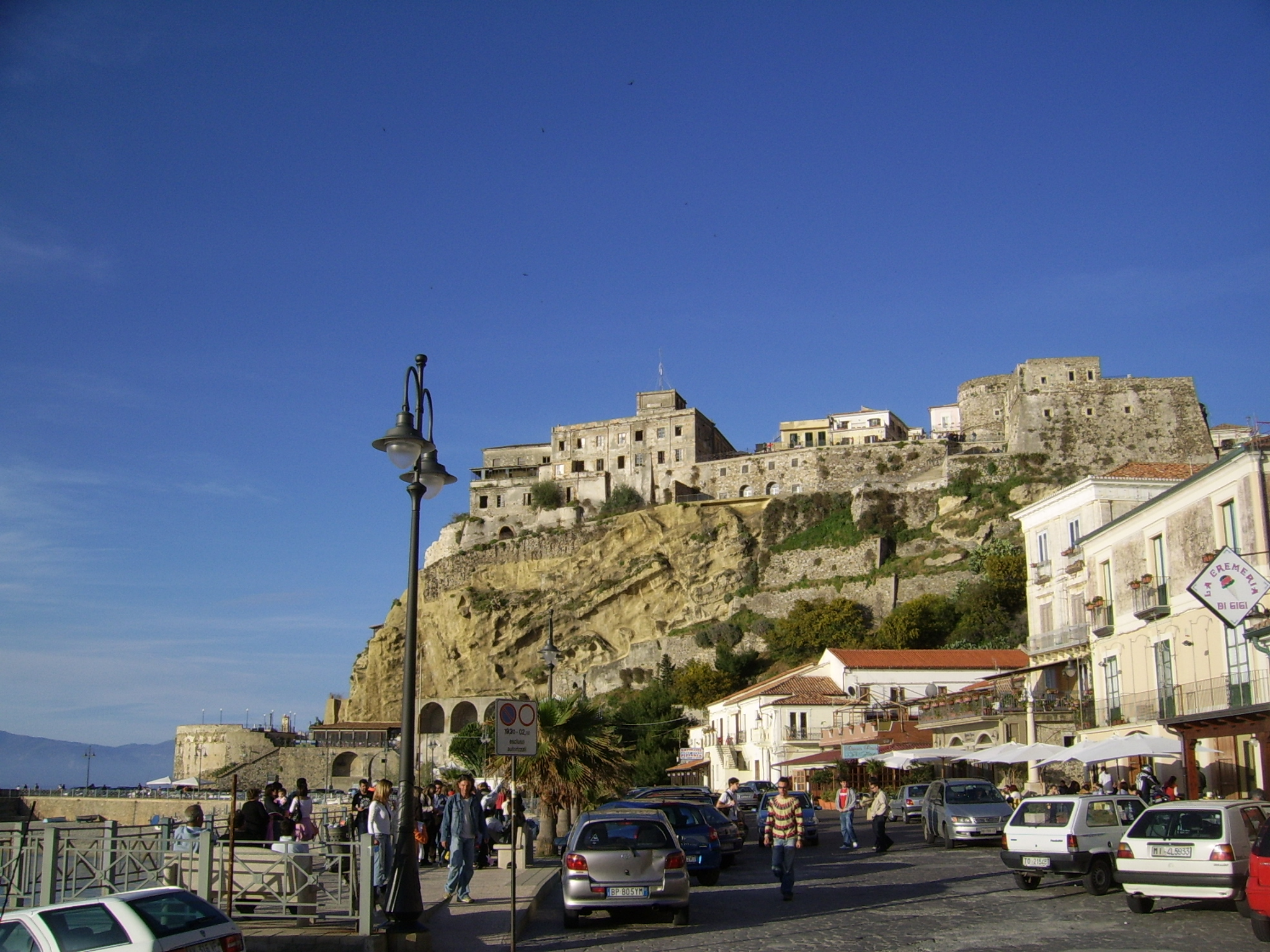
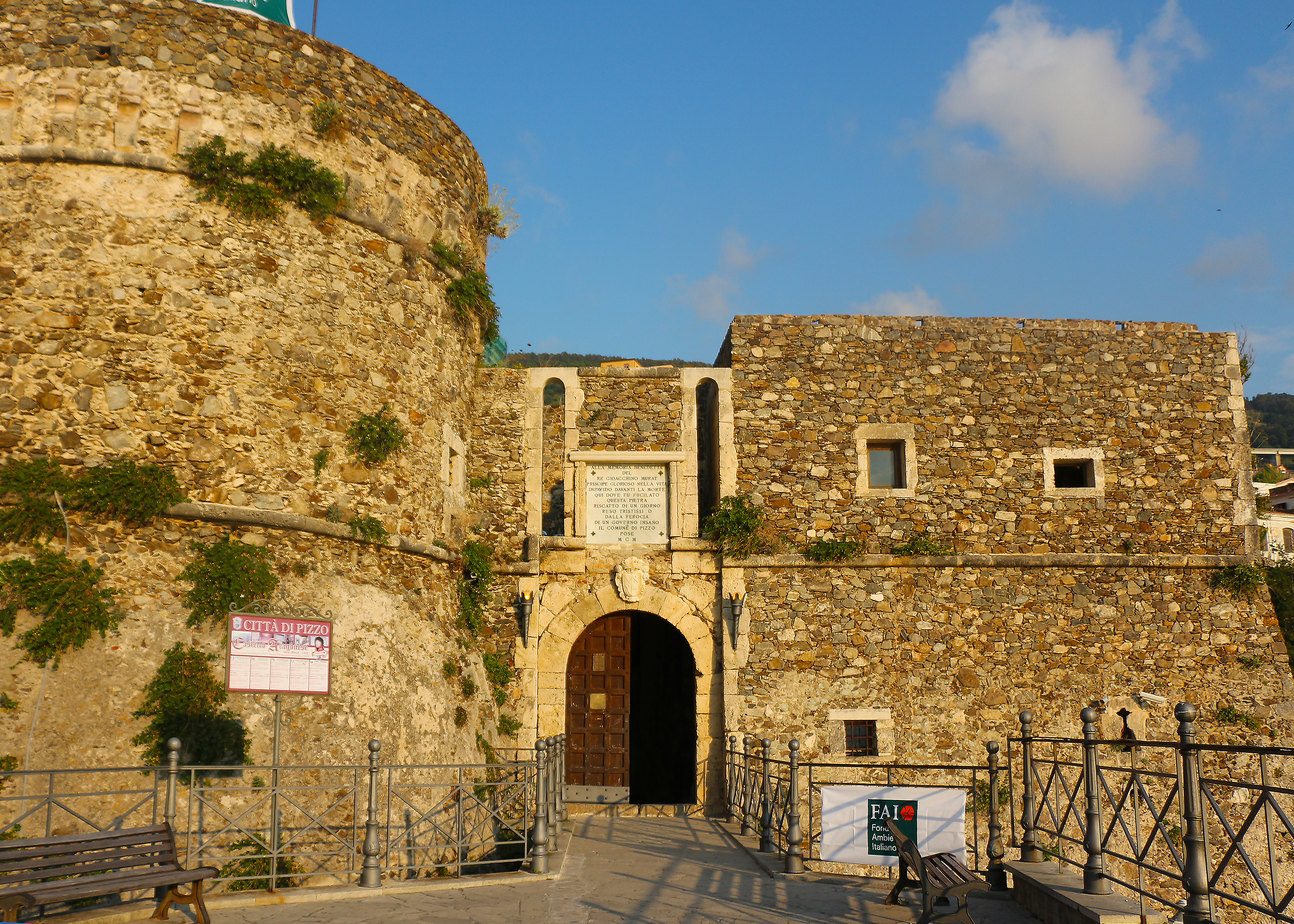
L'entrée de la forteresse